# Nintendo Game & Watch

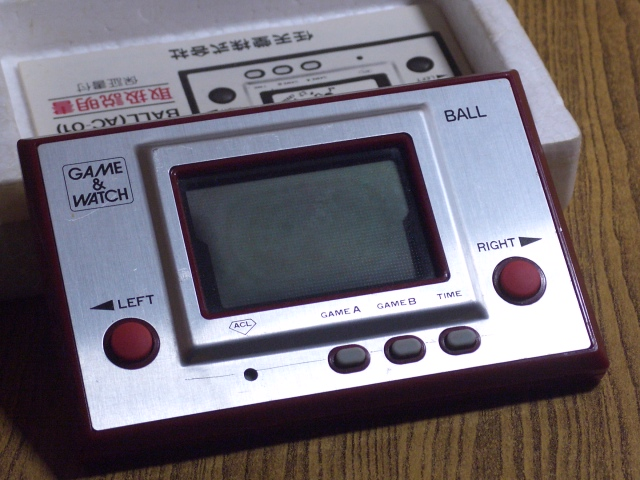
Game & Watch Ball

Game & Watch (произносится гейм энд уотч) (с англ. — «игра и часы»; яп. ゲーム&ウオッチ GEMU & Uotchi , называется Tricotronic в Западной Германии и Австрии, сокращённо G & W) — серия портативных электронных игр с ЖК-экраном. Серия была создана разработчиком игр Гумпэем Ёкои в компании Nintendo, игры выпускались с 1980 по 1991 год. Большинство устройств позволяло играть только в одну игру — это ограничение было вызвано использованием сегментированного ЖК-экрана. На многих играх находились кнопки «Игра A» и «Игра B», причём игра B обычно была просто более быстрой и сложной версией игры A. Скорость игры и скорость отклика тоже были ограничены скоростью изменения состояния индикатора. Также устройство включало в себя часы и будильник.
Game & Watch работали от батареек-«таблеток»; из серии LR4x/SR4x использовались батарейки минимальной высоты.
Устройство появилось благодаря тому, что Гумпэй Ёкои, путешествуя на поезде синкансэне, заметил скучающего бизнесмена, который пытался развлечь себя, нажимая на кнопки калькулятора. Ёкои тогда пришла в голову идея маленькой игровой машинки, которая может использоваться как часы и позволит скоротать время.

## Серии
Выпускались различные модели и варианты игр, некоторые из устройств имели два экрана и дизайн в виде «раскладушки».
В скобках указана дата выхода первой модели в серии на японском рынке.
- Silver (28.04.80) количество выпущенных моделей: 5
- Gold (27.01.81) количество выпущенных моделей: 3
- Wide Screen (19.06.81) количество выпущенных моделей: 10
- New Wide Screen (26.09.82) количество выпущенных моделей: 8
- Multiscreen (28.05.82) количество выпущенных моделей: 15
- Color Screen Table Top (28.04.83) количество выпущенных моделей: 4
- Panorama Screen (30.08.83) количество выпущенных моделей: 6
- Super Color (07.02.84) количество выпущенных моделей: 2
- Micro Vs. System (31.07.84) количество выпущенных моделей: 3
- Crystal Screen (06.86) количество выпущенных моделей: 3
- Mini Classics (1988) количество выпущенных моделей: 40+
- Donkey Kong (?)

Существовало 60 различных игр Game & Watch, 59 из которых были выпущены для продажи, и одну можно было получить только как приз. Призовая игра вручалась победителям соревнования F-1 Grand Prix Tournament в Японии — версия игры Super Mario Bros в жёлтом цвете, в пластиковой коробке, сделанной по образу Диск-куна, маскота Famicom Disk System. Так как было произведено только 10 000 экземпляров и она никогда не была в продаже, эта версия игры стала считаться редкой.
Последней игрой серии стала Mario the Juggler, выпущенная в 1991 году.

## Мистер Game & Watch
Мистер Game & Watch является талисманом серии Game & Watch; впервые появился в игре «Ball» в серии Game & Watch. Созданием персонажей в первых трёх играх занимался сам Гумпэй Ёкои, но вскоре он заметил художественные способности у одного из членов своей команды — молодого сотрудника Nintendo Макото Кано, и визуальный вид большинства последующих игр и персонажей уже принадлежали ему. При создании очередного персонажа Кано вдохновлялся, наблюдая за господином Огава, сотрудником команды разработчиков. По воспоминаниям очевидцев, этот человек обладал чувством юмора и сам был смешным человеком. Многие его движения были переняты Кано и воплощены в движениях персонажей игр.
Мистер Game & Watch не разговаривает в играх, вместо этого издавая характерные попискивающие звуки, на которые были способны игры Game & Watch. Сам персонаж является двухмерным и обладает очень ограниченной анимацией, связанной с особенностями ЖК-экранов, применявшихся в Game & Watch. В игре Super Smash Bros. Brawl основная сюжетная линия предполагает, что мистер Game & Watch состоит из первичного вещества и поэтому может принимать любые формы. Из-за этого мистер Game & Watch не имеет представлений о добре и зле.

## Влияние на индустрию электронных игр

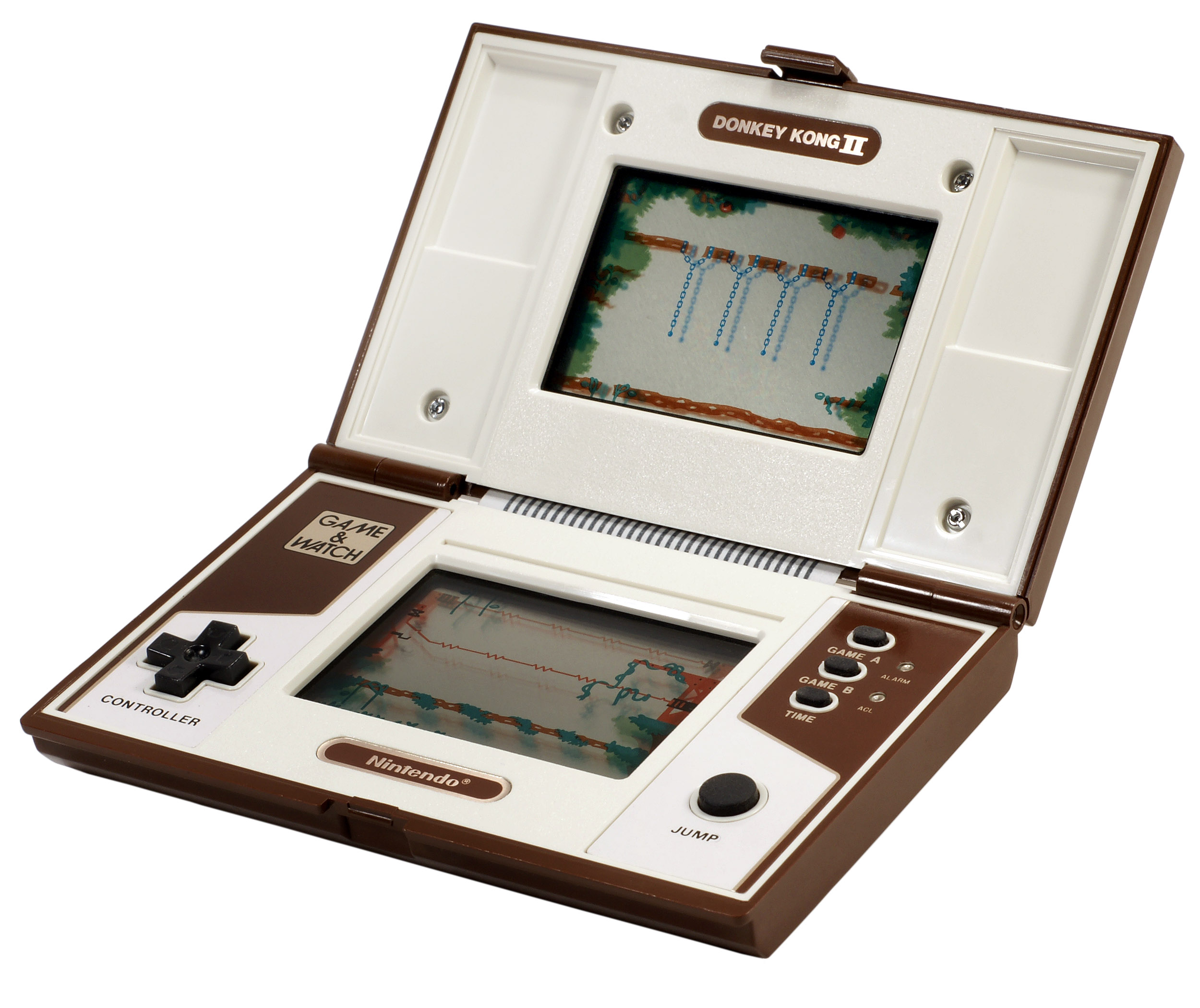
Game & Watch Donkey Kong II. Подобный дизайн впоследствии оказал сильное влияние на внешний вид портативной консоли Nintendo DS

Серия Game & Watch сделала портативные игровые устройства чрезвычайно популярными. Многие компании-производители игрушек пошли по стопам Nintendo, предложив свои серии, например, Star Wars компании Tiger Electronics.
В то время игровые контроллеры домашних систем (таких как Atari 2600) предназначались в основном под правую руку игрока. В серии Game & Watch впервые была применена схема управления с координатным D-pad под левую руку и кнопками действий под правую. Такой подход был позже перенесён сначала в игровой контроллер Nintendo Entertainment System, а затем скопирован в контроллеры практически всех игровых консолей.
Дизайн «раскладушки» мультиэкранных игр серии был позже использован при разработке Nintendo DS.

## Переиздания игр
Игры Game & Watch были выпущены в 1997—2002 годах в серии Game & Watch Gallery в виде картриджей для Game Boy Color и Game Boy Advance.
Также планировалось переиздать все игры серии Game & Watch в виде набора карточек для e-Reader — специального устройства для портативной консоли Game Boy Advance, однако из них вышли только четыре, и продавались они только в комплекте с e-Reader.
Позднее лучшие игры серии были переизданы и на Nintendo DS.
В сентябре 2020 года компания Nintendo также анонсировала, что в честь серии Game & Watch будет выпущено специальное издание игры Super Mario Bros. в виде портативной игровой системы с цветным экраном, выполненной в стиле устройств Game & Watch. В июне 2021 года Nintendo анонсировала о выходе специального издания игры The Legend of Zelda в виде портативной игровой системы, выполненной в стиле Game & Watch.

## Советские клоны
В СССР под маркой «Электроника» выпускалась серия электронных игр, являвшихся по сути близкими клонами и вариациями серии Game & Watch. Например, игры «Микки Маус», «Ну, погоди!», «Охота» повторяли Nintendo EG-26 Egg, «Тайны океана» — Nintendo OC-22 Octopus, «Весёлый повар» — Nintendo FP-24 Chef.